# بوعز دافيدسون
بوعز دافيدسون (بالعبرية: בועז דוידזון) هو مخرج وكاتب سيناريو ومنتج إسرائيلي ولد في يوم 8 نوفمبر 1943 في مدينة تل أبيب في فلسطين البريطانية، أخرج عدة أفلام منها فلم مصاصة ليمون في 1978.

## روابط خارجية
- بوعز دافيدسون على موقع IMDb (الإنجليزية)
- بوعز دافيدسون على موقع ألو سيني (الفرنسية)
- بوعز دافيدسون على موقع ميوزك برينز (الإنجليزية)
- بوعز دافيدسون على موقع أول موفي (الإنجليزية)
- بوعز دافيدسون على موقع قاعدة بيانات الأفلام السويدية (السويدية)
- بوعز دافيدسون على موقع قاعدة بيانات الفيلم (الإنجليزية)
- بوعز دافيدسون على موقع كينوبويسك (الروسية)